# مارگاهوویت
مارگاهوویت (به ارمنی: Մարգահովիտ) یک روستا در ارمنستان است که در استان لوری واقع شده‌است.  در  کیلومتری شمال وانادزور، مرکز استان لوری واقع شده است.

## خصوصیات
مارگاهوویت  ۳٬۵۹۳ نفر جمعیت دارد و ۱٬۷۵۰ متر بالاتر از سطح دریا واقع شده‌است.  در  کیلومتری شمال وانادزور، مرکز استان لوری واقع شده است.